# Hugona
Hugona – żeński wariant imienia Hugo, które powstało przez skrócenie germańskich imion ze składnikiem hugu (rozum, umysł), co oznacza "człowiek rozumny, bystry".
Oboczną formą imienia jest Hugolina.
Hugona imieniny obchodzi 10 sierpnia.